# تترا كردينالية
تترا كردينالية (بالإنجليزية: Cardinal tetra)، (باللاتينية: Paracheirodon axelrodi)، هي سمكة زينة من فصيلة التترا الأقل شيوعاً بين المربين نظرا لصعوبة إنتاجها في الأسر مما أدى إلى ندرة التجارة في هذا النوع من أسماك التترا لأنها تحتاج إلى مياه مماثلة لماء حوض الأمازون حين درجة الحموضة وعسرة الماء وطبيعة الماء. حجمها 3 سـم (1.2 بوصة) شم ولا تحتاج إلى أحوض كبيرة ولكن تستطيع أن تربيها في حوض 5 جالونات حوالى 23 لتر ماء هذا كافى لتعيش فيه. تحتاج درجة الحرارة من 23-27، تتغذى السمكة على النباتات والحيوانات الصغيرة والقشريات والديدات، والرقائق والأغذية والدود المجفف.